# گودوی (آلاباما)
گودوی (به انگلیسی: Goodway) یک منطقهٔ مسکونی در ایالات متحده آمریکا است که در شهرستان مونرو، آلاباما واقع شده‌است. گودوی ۱۱۶٫۱۳ متر بالاتر از سطح دریا واقع شده‌است.